# 烟台世茂海湾一号
煙臺世茂海灣1號是位於中国山東省煙臺市芝罘区的建築群，該建築群由四幢建筑組成，其中最高的高度为323米，地上59层。該建築群的最高樓建成時是煙台第一高樓。